# Valientes
Valientes è una telenovela argentina, andata in onda su Canal 13 in prima serata dal 9 febbraio del 2009 al 24 febbraio 2010 e prodotta da Pol-ka Producciones.
Gli attori principali sono Luciano Castro, Julieta Díaz, Eleonora Wexler, Gonzalo Heredia, Mariano Martínez, Marcela Kloosterboer, Betiana Blum e Arnaldo André, è stato il programma più visto nel 2009 in Argentina, con spettatori al giorno di quasi 27,4 punti.

## Trama
Tre fratelli, Leonardo (Leo: Luciano Castro), Segundo (Mariano Martínez) e Enzo Sosa (Gonzalo Heredia), comprano un'officina meccanica di fronte alla casa di Lauriano Gomez Acuña (Arnaldo André), un ricco impresario che con l'inganno aveva rubato molti anni prima la proprietà del contadino Roque Sosa, padre dei tre giovani, il quale per il dispiacere del tradimento dell'amico Lauriano morì di crepacuore. La moglie di Roque e madre dei fratelli Sosa con un ricatto venne costretta a lasciare il paese e i tre figli, i quali vennero divisi e cresciuti da tre diverse famiglie.
Leo riesce a ritrovare i suoi fratelli e li convince a seguirlo e realizzare la loro missione. Sotto falso nome (Morales) i coraggiosi (Valientes significa coraggiosi) ragazzi decidono di ottenere giustizia e vendicare il loro padre.
Ora sono i meccanici Morales che hanno organizzato un piano per conquistare la fiducia di Lauriano, per condurlo alla rovina, alla disperazione e alla prigione.
Decidono così di conquistare le due figlie di Lauriano, Juana e Isabel, bellissime ma così diverse. Juana, interpretata da Eleonora Wexler si innamora di Leo e questo gli facilita molto la missione; lei però soffre di una grave malattia mentale (a causa del suicidio della madre davanti ai suoi occhi) che le provoca sbalzi di umore e improvvisi e pericolosi momenti di follia. Isabel (Marcela Kloosterboer) invece è una ragazza gentile e generosa che fa davvero innamorare gli altri due fratelli Segundo e Enzo. Ed è proprio l'amore l'ostacolo più grande per la realizzazione del piano, perché anche Leo si innamora perdutamente di Alma Varela (Julieta Díaz), proprio la bambina che 20 anni prima gli aveva promesso eterno amore e che ritrova casualmente sul suo cammino di vendetta.

## Premi
| Anno | Premio                    | Categoria                                       | Attore                             | Risultato  |
| ---- | ------------------------- | ----------------------------------------------- | ---------------------------------- | ---------- |
| 2009 | Premio Clarín             | Miglior fiction giornaliera (dramma)            | Valientes                          | Vincitore  |
| 2009 | Premio Clarín             | Migliore attrice di dramma                      | Eleonora Wexler                    | Vincitrice |
| 2009 | Premio Martín Fierro 2009 | Migliore telenovela                             | Valientes                          | Vincitore  |
| 2009 | Premio Martín Fierro 2009 | Migliore attore protagonista di telenovela      | Arnaldo André                      | Vincitore  |
| 2009 | Premio Martín Fierro 2009 | Migliore attore protagonista di telenovela      | Gonzalo Heredia                    | Nominato   |
| 2009 | Premio Martín Fierro 2009 | Migliore attore protagonista di telenovela      | Luciano Castro                     | Nominato   |
| 2009 | Premio Martín Fierro 2009 | Migliore attrice protagonista di telenovela     | Betiana Blum                       | Nominata   |
| 2009 | Premio Martín Fierro 2009 | Migliore attrice protagonista di telenovela     | Eleonora Wexler                    | Vincitrice |
| 2009 | Premio Martín Fierro 2009 | Migliore attrice protagonista di telenovela     | Julieta Díaz                       | Nominata   |
| 2009 | Premio Martín Fierro 2009 | Migliore attrice non protagonista di telenovela | Eugenia Tobal                      | Nominata   |
| 2009 | Premio Martín Fierro 2009 | Migliore attrice non protagonista di telenovela | Graciela Tenenbaum                 | Nominata   |
| 2009 | Premio Martín Fierro 2009 | Migliore attrice non protagonista di telenovela | Thelma Biral                       | Nominata   |
| 2009 | Premio Martín Fierro 2009 | Rivelazione                                     | Alejandro Muller                   | Vincitore  |
| 2009 | Premio Martín Fierro 2009 | Migliore autore / sceneggiatore                 | Lily Ann Martin e Marcos Carnevale | Nominati   |
| 2009 | Premio Martín Fierro 2009 | Miglior direttore                               | Sebastián Pivotto e Martín Saban   | Nominati   |
| 2009 | Premio Martín Fierro 2009 | Migliore canzone originale                      | Volver - Ricardo Montaner          | Vincitore  |
| 2010 | Premio Martín Fierro 2010 | Miglior attore di telenovela                    | Gonzalo Heredia                    | Nominato   |
| 2010 | Premio Martín Fierro 2010 | Miglior attrice di telenovela                   | Eleonora Wexler                    | Nominata   |
| 2010 | Premio Martín Fierro 2010 | Miglior attrice di telenovela                   | Julieta Díaz                       | Nominata   |